# 몬탈치노
몬탈치노(이탈리아어: Montalcino)는 이탈리아 토스카나주 시에나도에 있는 코무네다. 브루넬로 디 몬탈치노 와인으로 유명하다.
발도르차에 크레테 세네시 인근에 있는 피엔차의 서쪽에 있다. 시에나에서 42km, 피렌체에서 110km, 피사에서 150km 거리다.

## 역사
언덕 위에 자리 잡은 몬탈치노는 에트루리아 시대 이래로 사람이 살았을 것이다. 역사적 첫 기록은 서기 894년에 인근 지역의 산탄티모 수도원 소속의 수도사들이 지었을 것으로 추정되는 교회가 있었다고 하며 언급된다. 이곳의 인구는 10세기 중반에 인근 마을인 로셀레의 인구가 이곳으로 피난을 오면서 갑작스럽게 성장하였다.
중세 시대때는 이곳에서 만들어진 가죽으로 만든 고품질의 신발과 가죽 제품들을 만든 무두장이들로 유명했다. 시간이 흘러 몬탈치노 같은 언덕 위에 있는 도시들은 경제적으로 쇠퇴에 빠진다.
토스카나 주의 많은 중세 도시들처럼 몬탈치노는 오랜 기간 평화를 경험했고 번영을 맛봤다. 하지만 이 평화와 번영은 극도로 폭력적인 사건들로 막을 내리고 만다.
중세 시대 후기에 프랑스와 로마를 연결하는 주 도로인 프란치제나 가도에 위치해, 중요한 위치를 가졌다고 여겨진 독립 코무네였지만, 점점 보다 강력하고 위협적인 시에나에게 흔들리고 만다.

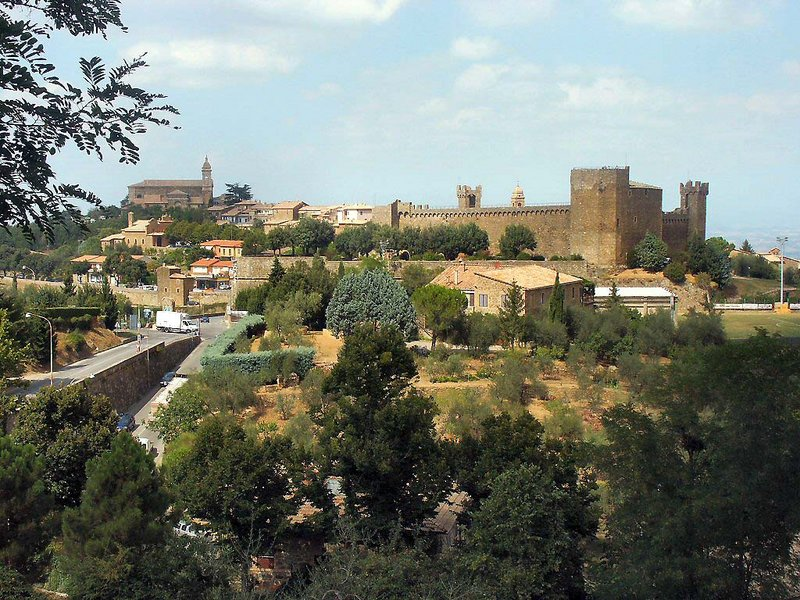
몬탈치노의 모습.

1260년에 일어난 몬타페르티 전투 이래로 시에나의 위성도시가 된 몬탈치노는 시에나의 분쟁에 휘말리고 영향을 받았고, 특히 14, 15세기에는 피렌체와 그랬고, 이외에 이탈리아 북부, 중부 도시들과 그랬으며, 기벨린(신성 로마 제국 지지파)과 구엘프(교황령 지지자) 사이의 분쟁에도 엮이게 되었다. 중세시대 후기 기간에 여러 시간에 걸쳐 각자의 세력들이 이곳을 지배했다.
시에나가 1555년에 메디치 가문의 피렌체에게 정복당하고나서, 몬탈치노도 거의 4년을 버텼지만, 끝내 피렌체군에게 패배하였고 1861년에 이탈리아에 통일될때까지 토스카나 대공국의 영토로 남았다.

## 같이 보기
- 브루넬로 디 몬탈치노
- 발도르차